# 3-甲硫基丙胺
3-甲硫基丙胺是一种含氮有机化合物，化学式H2N(CH2)3SCH3，也属于硫醚，有作为食品香料等用途。
它和氯化氢的乙醚溶液反应，可以得到3-甲硫基丙胺盐酸盐。